# Pilões (Rio Grande do Norte)
Pilões è un comune del Brasile nello Stato del Rio Grande do Norte, parte della mesoregione dell'Oeste Potiguar e della microregione di Pau dos Ferros.